# غسان المولى
غسان المولى عارض أزياء و مغني. توج بلقب ملك جمال لبنان لعام 1997.

## حياته
والده محمد المولى بطل لبنان الأسبق في الملاكمة وكمال الأجسام، شقيقه سالم مغني شارك في برنامج المواهب استديو الفن.

## مشواره المهني
بدأ عمله كعارض أزياء، ثم شارك في مسابقة ملك جمال لبنان عام 1997 وتوج باللقب. في عام 1998 شارك في مسابقة ملك جمال العالم التي أقيمت في البرتغال عام 2004. قدم برنامجا فنيا بعنوان «ميوزيكانا توب تن» على شاشة إم بي سي، ثم ظهر مع الفنانة كارول سماحة في كليب «اتطلع فيّ»، للمخرجة نادين لبكي. في عام 2005 شارك في برنامج تلفزيون الواقع «الوادي» الذي عرض على «المؤسسة اللبنانية للإرسال» عام 2005 وعن تجربته قال: 
. إنتقل بعدها للغناء حيث قدم عدة أغنيات منفردة منها «أحلى الكلام» و«مش معقول» و «تعال قرّب» التي تشارك في غنائها مع شقيقه سالم واخرجه فادي حداد.

### حياته الأسرية
تزوج من المغنية المصرية إيمي سالم عام 2008 لكن انتهى بالانفصال عام 2009 بالخلع
ليعودا معا مجددا واستمر الزواج لمدة عشرة سنوات رزق منها بثلاثة أبناء يوسف وتوأمين سالم وساري وأعلنا الإنفصال الثاني في يناير 2017
وبعد عام ونصف من الطلاق تزوجا مجددًا للمرة الثالثة بعقد قران جديد في يناير 2018 وانفصلا بعدها نهائيا.